# 焦尔毛蒂·德热
焦尔毛蒂·德热（匈牙利語：Gyarmati Dezső，1927年10月23日—2013年8月18日），匈牙利男子水球运动员。他曾代表匈牙利参加1948年、1952年、1956年、1960年和1964年夏季奥林匹克运动会水球比赛，共获得三枚金牌、一枚银牌和一枚铜牌。